# De Steen en Been Show
De Steen en Been Show was in de jaren tachtig en negentig een radioprogramma dat door de VARA op Radio 3 werd uitgezonden. Het programma had een hoog cabaretesk gehalte door de medewerking van diverse cabaretiers als presentator zoals Jack Spijkerman en Dolf Jansen.

## Programmering
Het programma werd vanaf 3 december 1985 eerst op de VARA-dinsdag tussen 12:00 en 14:00 uur uitgezonden op Radio 3. Toen vanaf maandag 5 oktober 1992 de zender werd vernieuwd én horizontaal werd geprogrammeerd, kreeg het programma een eigen plek op de vrijdagmiddag, ook tussen 12:00 en 14:00 uur. Het programma zat toen tussen de programma's Arbeidsvitaminen (AVRO) met Hans Schiffers en Popsjop /  Tussenuur (later The Magic Friends) (NCRV) met Sjors Fröhlich en Peter Plaisier.

## Presentatoren
"De Steen en Been Show" werd van 1985 t/m 1999 door verschillende presentatoren gepresenteerd. Presentatoren van het eerste uur waren Jack Spijkerman die bekend was uit het cabaret en Henk Westbroek. Na verloop van tijd verdween Westbroek als vaste presentator en ging Spijkerman alleen verder. Westbroek keerde later nog weleens als plaatsvervanger terug.
Andere presentatoren die "de Steen en Been Show" hebben gepresenteerd waren onder meer Robert ten Brink en Dolf Jansen (voor bepaalde periodes) en verder Jan-Douwe Kroeske, Bert Visscher en Frits Spits (als plaatsvervangers).

## Onzinnige telefoongesprekken
Jack Spijkerman was degene die heel Nederland in de maling nam met zijn onzinnige telefoongesprekken, welke later ook op drie cassettebandjes en op één cd zijn verschenen. Dit onderdeel was min of meer een voortzetting van het onderdeel parlementáár medewerker van Dolf Brouwers uit het programma Paviljoen Drie.
In het desbetreffende programma-onderdeel voerde hij diverse telefoongesprekken met winkeliers, detailhandels, directeuren en particulieren en introduceerde hij nietbestaande voorwerpen zoals de drevelkneiper, de kluunwapse en de zuigtromet. Daarna speelde hij een seizoen lang het spelletje Kwast Van De Kwisbast, waarin hij "luisteraars" van meestal niet-bestaande lokale radiostations onzinnige prijzen liet winnen zoals een drukaars, een stokhoes, een neusfrutje, een Brabantse slipsnifter, een stokvelletje, een schaamdoos of een navelschep. Andere telefoonhumor was het simultaan bellen van twee personen genaamd "Steen" en "Been" en die met elkaar door te verbinden, op een manier dat beiden dachten dat de ander hem of haar belde. Toen Spijkerman bekender werd met het voeren van dit soort telefoontjes in Nederland, verschoof hij zijn werkterrein naar België.

## Heb je een wens, vraag het de VARA
Een ander vast onderdeel van "de Steen en Been Show" was dat er wensen, die door de luisteraars ingestuurd waren, vervuld konden worden. Overige onderdelen waren de quiz, de klaagbox (later zeurdoos), de "doos van half twee" en de knutselmix. Ook was er elke week een conference uit het rijke cabaretarchief en bevatte het programma vaak een nummer van Bruce Springsteen.

## Verknipte nieuwsberichten
In de rubriek Hoor nou toch eens waren ook korte nieuwsberichten te horen waarvan de woorden door de technici Ad le Comte en Jeroen van Loon door elkaar werden gehaald en in een bepaalde volgorde achter elkaar werden geplakt; dit gold niet alleen voor hele woorden, maar ook voor lettergrepen. Hierdoor konden prominenten zoals Philip Freriks, Pia Dijkstra, Harmen Siezen, Gerard Arninkhof, Jaap van Meekren en Donald de Marcas dingen zeggen, die ze normaal nooit zouden zeggen. Meestal waren dit dubbelzinnige uitspraken, vaak vergezeld met schuttingwoorden.

## Neusfluit en mondharmonica
Vooral in de eerste jaren begeleidde Spijkerman sommige platen met een neusfluitje en/of mondharmonica. In de latere jaren verdwenen deze attributen.

## Begintune
De laatste jaren was de begintune van de Steen en Beenshow van de tekenfilmserie Mr. Magoo van tekenfilmstudio UPA. In het begin van deze leader hoor je iemand "Road Hogg" (wegpiraat) roepen. Dit is de stem van Jim Backus, de acteur die de stem van Mr. Magoo vertolkte. De langzame bombastische tune, die Jack Spijkerman schreeuwend meezong, is onderdeel van library-muziek van TM Studios. Destijds verschenen er diverse langspeelplaten met library-muziek die radiostations konden gebruiken als tune of filler. De meest recente uitgave waarop de tune met als titel "Gladiators" in zijn oorspronkelijke lengte van 1 minuut is verschenen, is de cd De RADIO-libraries uit 2013 van het Genootschap Radiojingles en -tunes. Voor het programma was de tune ingekort met voornamelijk de eerste vijftien seconden en de eindakkoorden.

## Leuk is anders
Toen Jack Spijkerman in 1999 definitief van de publieke radiozenders verdween om zich op zijn televisiecarrière te storten, werd de programmanaam op nu 3FM veranderd naar Leuk Is Anders met Dolf Jansen als presentator.